# Royaux de Sorel
Les Royaux de Sorel sont une équipe de hockey sur glace ayant évolué dans la Ligue semi-professionnelle du Québec.

## Historique
Elle a été créée en 1996 sous le nom des Dinosaures de Sorel . L'équipe fut vendue et renommée pour les Royaux en 1999, à la suite de problèmes financiers, la franchise cessa ses activités en 2004.

### Saisons en LNAH
Note: PJ : parties jouées, V : victoires, D : défaites, N : matchs nuls, DP : défaite en prolongation, DF : défaite en fusillade, Pts : Points, BP : buts pour, BC : buts contre, Pun : minutes de pénalité
| Saison  | PJ | V  | D  | N | DP | Pts | Classement                | Séries éliminatoires |
| ------- | -- | -- | -- | - | -- | --- | ------------------------- | -------------------- |
| 1996-97 | 36 | 20 | 12 | 0 | 4  | 44  | 3e place, division LHSPQO | hors des séries      |
| 1997-98 | 38 | 14 | 21 | 3 | 0  | 31  | 4e place, division LHSPQO | hors des séries      |
| 1998-99 | 36 | 16 | 17 | 3 | 0  | 35  | 4e place, division LHSPQO | hors des séries      |
| 1999-00 | 38 | 20 | 18 | 0 | 0  | 40  | 4e place, division LHSPQN | éliminé en 1er ronde |
| 2000-01 | 44 | 20 | 22 | 1 | 1  | 40  | 4e place, division LHSPQO | éliminé en 1er ronde |
| 2001-02 | 44 | 23 | 15 | 5 | 1  | 52  | 3e place, division LHSPQE | éliminé en 2e ronde  |
| 2002-03 | 52 | 19 | 30 | 2 | 1  | 41  | 5e place, division Est    | éliminé en 1er ronde |
| 2003-04 | 50 | 21 | 26 | 1 | 2  | 45  | 6e place, division Ouest  | éliminé en 1er ronde |